# Entre ciment et belle étoile
Albums de Keny Arkana
L'Esquisse
(2005) Tout tourne autour du soleil
(2012)
Entre ciment et belle étoile est le premier album de Keny Arkana, édité par Because Music. Sorti le 12 octobre 2006, il a permis à Keny Arkana de se faire connaître du grand public.

## Liste des titres
| 1.      | Entre les mots : enfants de la terre          | 1:08 |
| 2.      | Le Missile suit sa lancée                     | 3:19 |
| 3.      | J'viens d'l'incendie                          | 4:14 |
| 4.      | J'me barre                                    | 3:29 |
| 5.      | La Mère des enfants perdus                    | 3:31 |
| 6.      | Entre les lignes : clouée au sol              | 3:21 |
| 7.      | Eh connard                                    | 4:01 |
| 8.      | La Rage                                       | 4:02 |
| 9.      | Le Fardeau                                    | 5:30 |
| 10.     | Cueille ta vie                                | 4:10 |
| 11.     | Nettoyage au kärcher                          | 3:44 |
| 12.     | Victoria (featuring Claudio Ernesto Gonzalez) | 3:37 |
| 13.     | Entre les mots du local au global             | 1:52 |
| 14.     | Jeunesse du monde                             | 5:25 |
| 15.     | Ils ont peur de la liberté                    | 3:39 |
| 16.     | Je suis la solitaire                          | 4:46 |
| 17.     | Sans terre d'asile                            | 4:07 |
| 18.     | Entre les lignes : une goutte de plus         | 3:20 |
| 19.     | Prière                                        | 4:18 |
| 1:11:33 |                                               |      |

On y retrouve Keny Arkana décrivant les thèmes qui ont fait son succès tel que sa critique du monde actuel (Entre les mots : enfants de la terre, Entre les lignes : clouée au sol, Victoria) mais elle décrit aussi sa jeunesse mouvementée (Eh connard, J'viens d'l'incendie). Cet album est aussi fait de quelques ballades loin des sons « de la rue » habituels où Keny Arkana chante accompagnée d'une guitare avec une voix légère, traitant de sujets sérieux.
Le Morceau J'viens d'l'incendie contient un sample du titre L'Enfant seul d'Oxmo Puccino.